# Lachemilla repens
Lachemilla repens är en rosväxtart som först beskrevs av Presl, och fick sitt nu gällande namn av Werner Hugo Paul Rothmaler. Lachemilla repens ingår i släktet Lachemilla och familjen rosväxter. Inga underarter finns listade i Catalogue of Life.